# Pterocyclon
Pterocyclon är ett släkte av skalbaggar. Pterocyclon ingår i familjen vivlar.

## Dottertaxa tillPterocyclon, i alfabetisk ordning[1]
- Pterocyclon adjunctum
- Pterocyclon amphicranoides
- Pterocyclon appendicinum
- Pterocyclon assequens
- Pterocyclon bicallosum
- Pterocyclon bidens
- Pterocyclon bispinum
- Pterocyclon brasiliensis
- Pterocyclon brittoni
- Pterocyclon brunneum
- Pterocyclon callosus
- Pterocyclon consimile
- Pterocyclon cordatum
- Pterocyclon dentatum
- Pterocyclon difficile
- Pterocyclon dimidiatum
- Pterocyclon distans
- Pterocyclon dubiosum
- Pterocyclon dubium
- Pterocyclon durum
- Pterocyclon egenum
- Pterocyclon elegans
- Pterocyclon eumerum
- Pterocyclon exile
- Pterocyclon exornatum
- Pterocyclon ferrarii
- Pterocyclon fimbriaticorne
- Pterocyclon flohri
- Pterocyclon gibber
- Pterocyclon glabriculum
- Pterocyclon glabrifrons
- Pterocyclon gnarum
- Pterocyclon gracile
- Pterocyclon gracilentum
- Pterocyclon gracilicornum
- Pterocyclon gracilior
- Pterocyclon hagedorni
- Pterocyclon hoegei
- Pterocyclon ingens
- Pterocyclon insolitum
- Pterocyclon jalapae
- Pterocyclon laevigatum
- Pterocyclon laterale
- Pterocyclon longulum
- Pterocyclon luctuosum
- Pterocyclon marcidum
- Pterocyclon melanura
- Pterocyclon minutissimum
- Pterocyclon minutum
- Pterocyclon moritzi
- Pterocyclon nevermanni
- Pterocyclon nudum
- Pterocyclon obesum
- Pterocyclon obliquecaudatum
- Pterocyclon obliquum
- Pterocyclon omissum
- Pterocyclon opacifrons
- Pterocyclon penicillatum
- Pterocyclon pennatum
- Pterocyclon perduratum
- Pterocyclon peruanum
- Pterocyclon plaumanni
- Pterocyclon praeruptum
- Pterocyclon praeustum
- Pterocyclon pseudoscutellare
- Pterocyclon pseudosulcatum
- Pterocyclon pumilio
- Pterocyclon punctifrons
- Pterocyclon quadridens
- Pterocyclon robustum
- Pterocyclon scrobiceps
- Pterocyclon semipallens
- Pterocyclon simile
- Pterocyclon stenodermus
- Pterocyclon subductum
- Pterocyclon subpronum
- Pterocyclon subtruncatum
- Pterocyclon sulcatum
- Pterocyclon sulcipenne
- Pterocyclon terminatum
- Pterocyclon tomicoides
- Pterocyclon turbinatum
- Pterocyclon umbrinum
- Pterocyclon vernaculum
- Pterocyclon vicinum
- Pterocyclon vittatum
- Pterocyclon volvulum